# بالاهوویت
بالاهوویت (به ارمنی: Բալահովիտ) یک شهر در ارمنستان است که در استان کوتایک واقع شده‌است.  در  کیلومتری شمال هرازدان، مرکز استان کوتایک واقع شده است.

## خصوصیات
بالاهوویت ۱۲٫۲۸ کیلومترمربع مساحت و ۳٬۹۱۱ نفر جمعیت دارد و در ارتفاع  متر بالاتر از سطح دریا قرار گرفته است.

## جاذبه‌های تاریخی

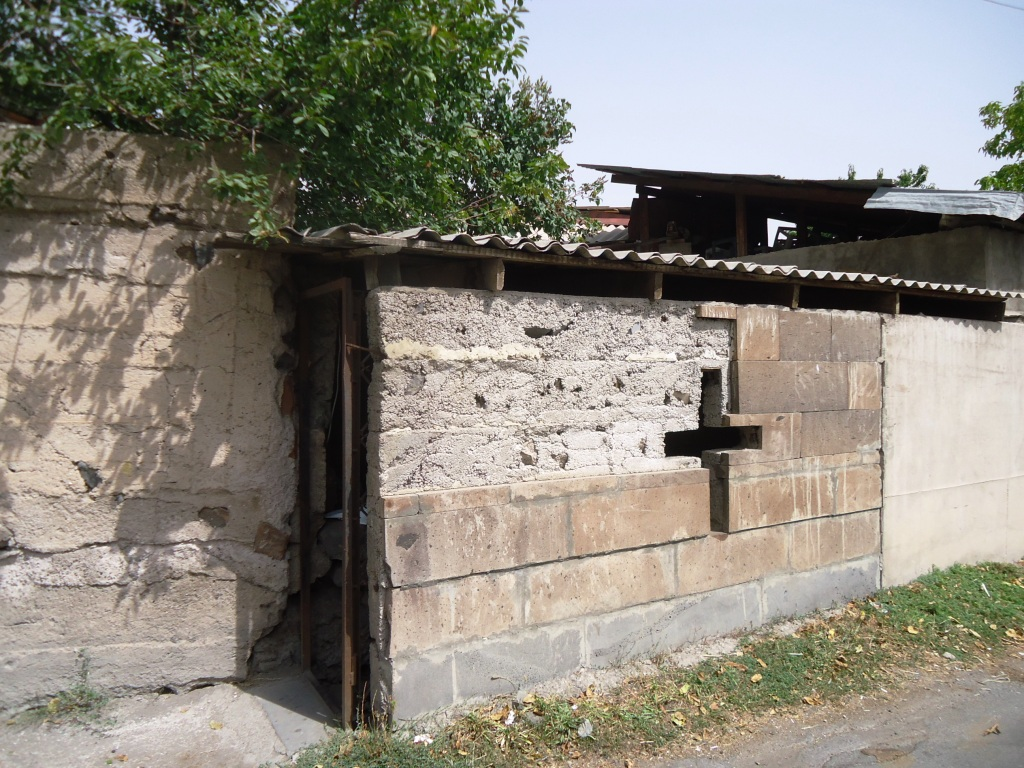